# Mubarakpur
Mubarakpur là một thành phố và là nơi đặt ban đô thị (municipal board) của quận Azamgarh thuộc bang Uttar Pradesh, Ấn Độ.

## Địa lý
Mubarakpur có vị trí 26°05′B 83°17′Đ / 26,09°B 83,29°Đ Nó có độ cao trung bình là 69 mét (226 feet).

## Nhân khẩu
Theo điều tra dân số năm 2001 của Ấn Độ, Mubarakpur có dân số 51.080 người. Phái nam chiếm 51% tổng số dân và phái nữ chiếm 49%. Mubarakpur có tỷ lệ 50% biết đọc biết viết, thấp hơn tỷ lệ trung bình toàn quốc là 59,5%: tỷ lệ cho phái nam là 55%, và tỷ lệ cho phái nữ là 44%. Tại Mubarakpur, 20% dân số nhỏ hơn 6 tuổi.